# Base Aérea das Lajes

i7
i11
i13

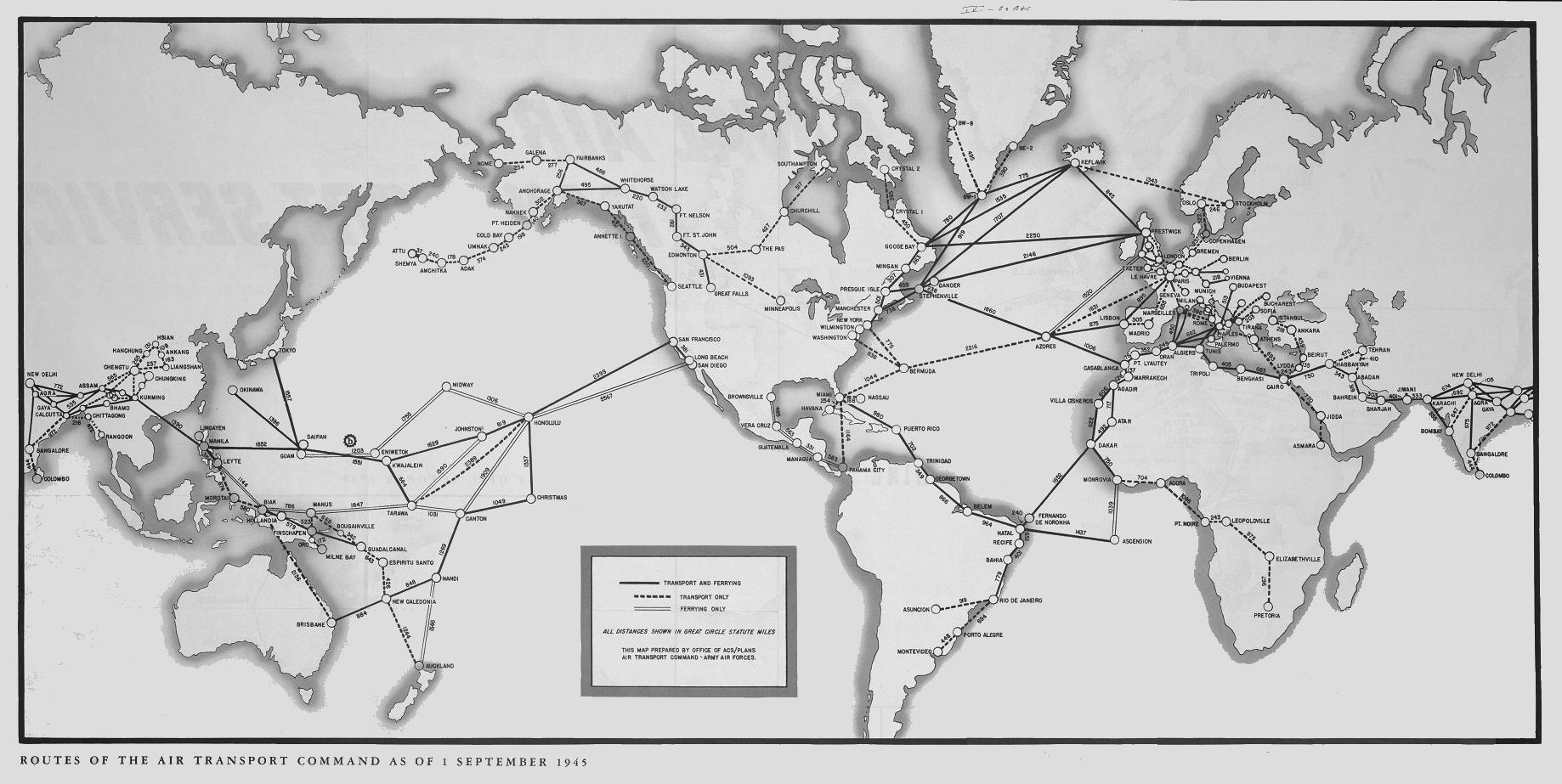
Karte der wichtigsten militärischen Flugverbindungen (1945)

Base Aérea das Lajes oder Base Aérea Nº 4 (BA4,  deutsch: Militärflughafen Lajes, engl.: Lajes Field oder Lajes Air Base, IATA-Code: TER, ICAO-Code: LPLA) ist ein Militärflugplatz der Portugiesischen Luftstreitkräfte auf der Azoren-Insel Terceira bei der Ortschaft Lajes. Der Flughafen liegt im Nordosten der Insel. Die Entfernung in Luftlinie nach Neufundland betragen ca. 2500 km und nach Lissabon 1450 km.
Der Militärflughafen Lajes wird auch von anderen NATO-Luftstreitkräften genutzt, vor allem durch die „65th Air Base Wing“ der United States Air Forces in Europe (USAFE). Die portugiesischen Luftstreitkräfte unterhalten hier, mit einer längeren Unterbrechung von April 2011 bis Juni 2023, mit der „Esquadra 752“  eine „Search and Rescue“-Hubschrauberstaffel.
Als einziger Flughafen der Insel wird er auch von der zivilen Luftfahrt genutzt und ist Ausweichflughafen für Transatlantikflüge. Das Space Shuttle hätte im Notfall ebenfalls hier landen können.

## Geschichte
Im Jahr 1928 entstand unter der militärischen Leitung von Salvador Alberto du Courtiils Cifka Duarte (Luftwaffen-Inspekteur) die Planung des Militärflugplatzes. Das Flugfeld in einem ausgedehnten Gebiet von Grünland wurde 1929 mit einer Länge von 600 Metern und einer Breite von 70 Metern direkt neben einer Heerstraße angelegt und asphaltiert. Die Einweihung des Flugplatzes mit dem Namen „Aeródromo da Achada“ fand am 4. Oktober 1930 statt. Der Militärpilot Frederico Coelho de Melo (1895–1971) landete dort unter den Augen von Hunderten von Zuschauern mit einem Doppeldecker vom Typ Avro 504 K, der mit einem 9-Zylinder-Umlaufmotor mit 110 PS Leistung von Gnôme-Rhone ausgestattet war.
Der Militärflughafen Lajes spielte im Zweiten Weltkrieg eine besondere Rolle: Bedingt durch die geringere Reichweite der damaligen Flugzeuge brauchten sie Tankstopps auf dem Weg von den USA nach Europa und zurück. Die besondere Lage der Azoren im Atlantik, 3.680 Kilometer östlich von New York und 1.500 Kilometer westlich von Lissabon, machte sie strategisch interessant. Die Nutzung des Militärflughafens Lajes verkürzte die Flugzeit von 70 auf 40 Stunden. Die sogenannte Mittelatlantik-Lücke (mid atlantic gap), die für den Schutz von Geleitzügen und die Bekämpfung von feindlichen U-Booten bedeutend war, konnte deutlich verkleinert werden.
Die britische Regierung (Kriegsregierung Churchill) verhandelte 1943 mit dem neutralen Portugal und berief sich dabei auf die Englisch-Portugiesische Allianz von 1373. Ein zwischen den britischen Streitkräften und den US-Streitkräften geschlossenes Abkommen ermöglichte es der USAAF, die Basis ebenfalls zu nutzen. So kam es zu einem starken Ausbau des Flughafens bis Januar 1944, unter anderem der Anlage eines A-förmigen Systems dreier Landebahnen. Die parallel zur Küstenlinie verlaufende Bahn, die heute noch genutzt wird, war damals mit über 10.000 Fuß (3.313 m) die längste Start- und Landebahn der Welt. Im Juni 1944, während der Operation Overlord, landeten 600 Maschinen. Die Gesamtzahl der Flüge von 1943 bis 1945 lag bei 8.689, darunter über 1.000 B-17 sowie B-24 Bomber. Im Jahr 1946 wurde der Militärstützpunkt an Portugal zurückgegeben, später in der Zeit des Kalten Krieges wieder von der US Air Force genutzt.
1973 wickelten die US-Streitkräfte während der Operation Nickel Grass Versorgungsflüge für die israelischen Streitkräfte über Lajes ab.

## Fluggesellschaften und Ziele
Der Flughafen der Insel Terceira wird von einigen zivilen Fluglinien angeflogen. TAP Air Portugal fliegt via Lissabon, SATA Air Açores bedient die Nachbarinseln Faial, Flores, Graciosa, Pico, São Miguel und São Jorge. SATA International fliegt nach Boston, Oakland, Montreal und Toronto (Stand: September 2015), Travel Service von Prag nach Miami (ab 19. Dezember 2012). Der zivile Terminal liegt im Süden des Flughafens.
Der Ort erhielt 2001 durch die Notlandung eines Airbus A330 (Air-Transat-Flug 236) überregionale Aufmerksamkeit.

## Zwischenfälle
- Am 4. Januar 1945 kam es mit einer Douglas DC-4/C-54A-15-DC der United States Army Air Forces (USAAF) (Luftfahrzeugkennzeichen 42-72250) bei der Landung auf dem Luftwaffenstützpunkt Lajes zu einem tödlichen Unfall. Über die Personenschäden ist nichts Näheres bekannt. Das Flugzeug wurde irreparabel beschädigt.[8]

- Am 31. Januar 1951 stürzte eine Douglas DC-4/C-54D-1-DC der Portugiesischen Luftstreitkräfte (PAF 282 oder PAF 6603) um 23:03 Uhr während des Anflugs auf den Luftwaffenstützpunkt Lajes nahe Terceira (Azoren, Portugal) ins Meer. Alle 14 Insassen, die zwei Crewmitglieder und zwölf Passagiere, kamen ums Leben.[9][10][11]

- Am 9. August 1954 wurde eine Lockheed L-749A-79 Constellation der kolumbianischen Avianca (HK-163) 9 Kilometer westsüdwestlich des Startflughafens Lajes in nur 620 Metern Höhe in einen Berg geflogen. Der Kapitän hatte nach dem Start eine Linkskurve geflogen, statt wie vorgeschrieben und vom Kontrollturm eigens noch einmal mitgeteilt nach rechts zu fliegen. Bei diesem CFIT (Controlled flight into terrain) wurden alle 30 Insassen getötet, neun Besatzungsmitglieder und 21 Passagiere.[12][13]

- Am 20. Februar 1958 verschwand eine Lockheed L-1049/WV-2 Super Constellation der US Navy (Bu 141310) auf einem Routine-Patrouillenflug 176 Kilometer westlich der Insel Corvo (Azoren). Ziel des Fluges war der Luftwaffenstützpunkt Lajes. Alle 22 Besatzungsmitglieder kamen ums Leben.[14]